# نهج روسيا (مدينة تونس)
نهج روسيا أو نهج الروسيا هو أحد أنهج الحي الأوربي لمدينة تونس، وهو مواز لـنهج المغرب من جهة ونهج أنقلترا من جهة أخرى. وينتهي من جهة بنهج الجزيرة ومن جهة أخرى بنهج جمال عبد الناصر وساحة المنجي بالي. أهم ما يوجد بهذا النهج سفارة إيطاليا بتونس، ومعهد نهج روسيا وهو من أقدم المؤسسات التعليمية بالعاصمة التونسية إذ تأسس عام 1885  كما توجد به مطبعة فنزي التي تأسست عام 1961.

## إشارات مرجعية
1. ↑  http://www.edunet.tn/ressources/site_etab/regional/lycee/rue-russie-tunis/index.htm%5Bوصلة+مكسورة%5D معهد نهج روسيا
2. ↑  http://www.tunisianindustry.nat.tn/fr/salon.asp?action=mask&ident=49 معطيات عامة عن مطبعة فنزي نسخة محفوظة 2008-08-04 على موقع واي باك مشين.

## معرض صور

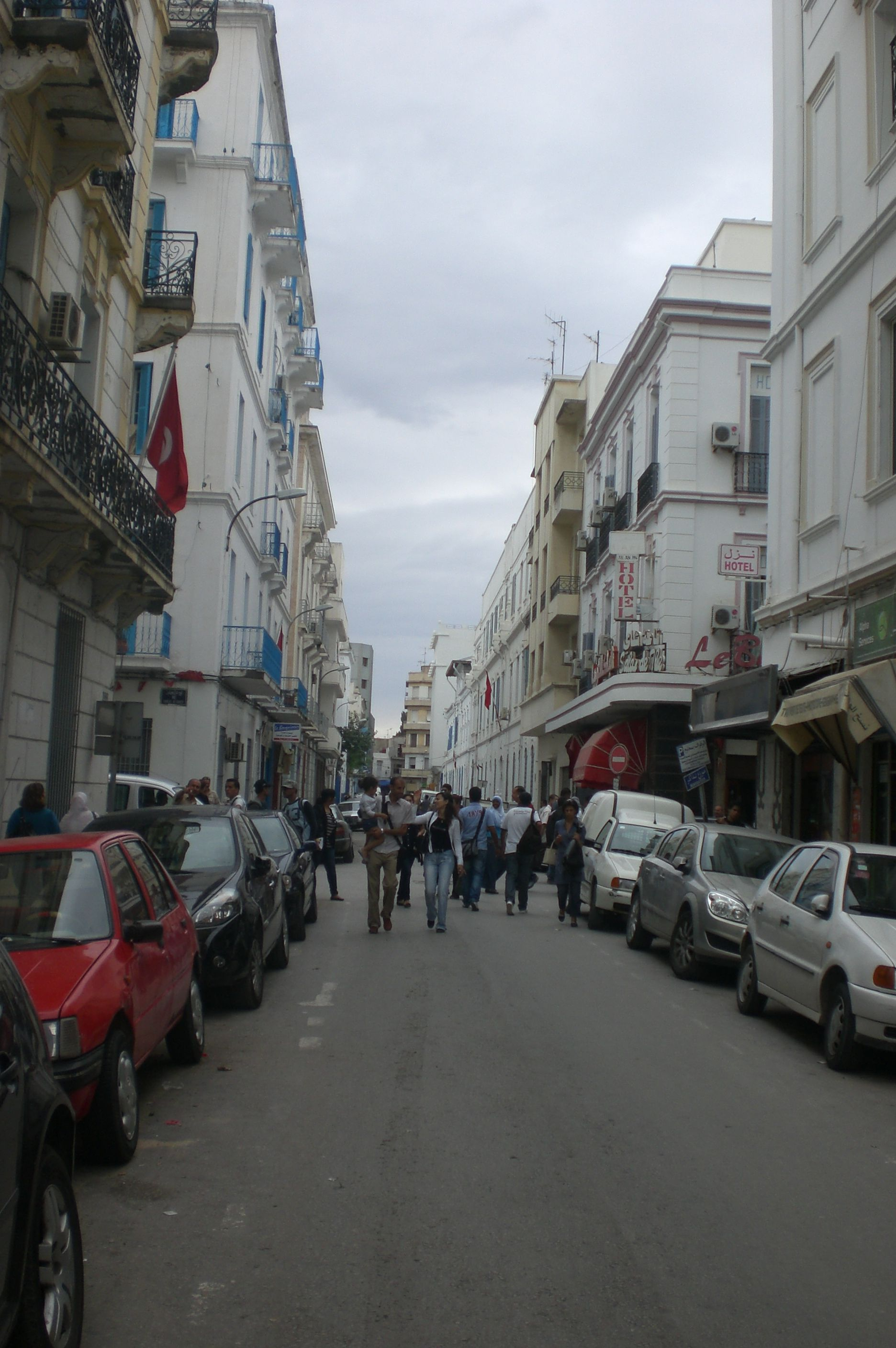
نهج روسيا، منظر أول
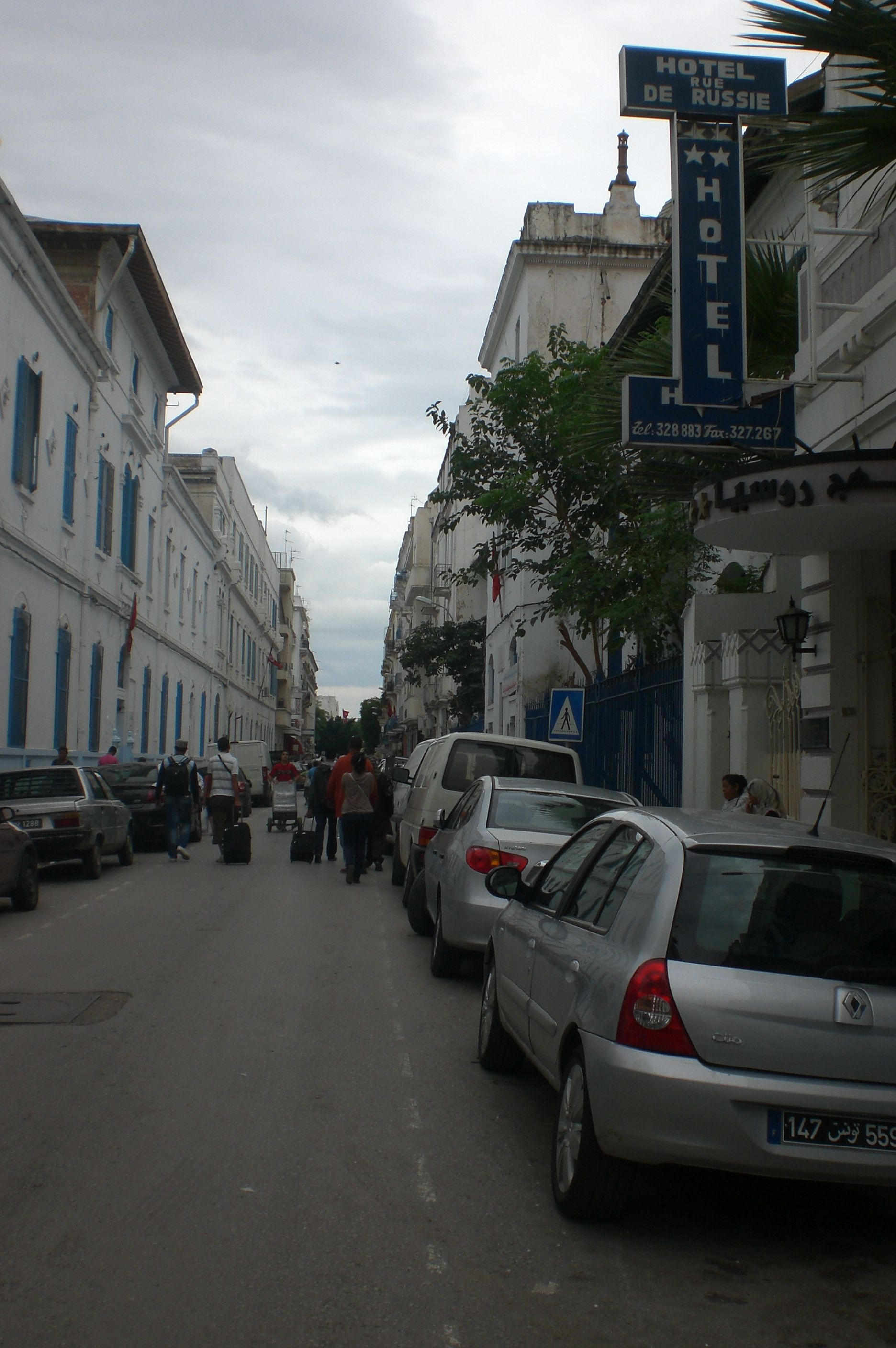
نهج روسيا، باتجاه ساحة المنجي بالي
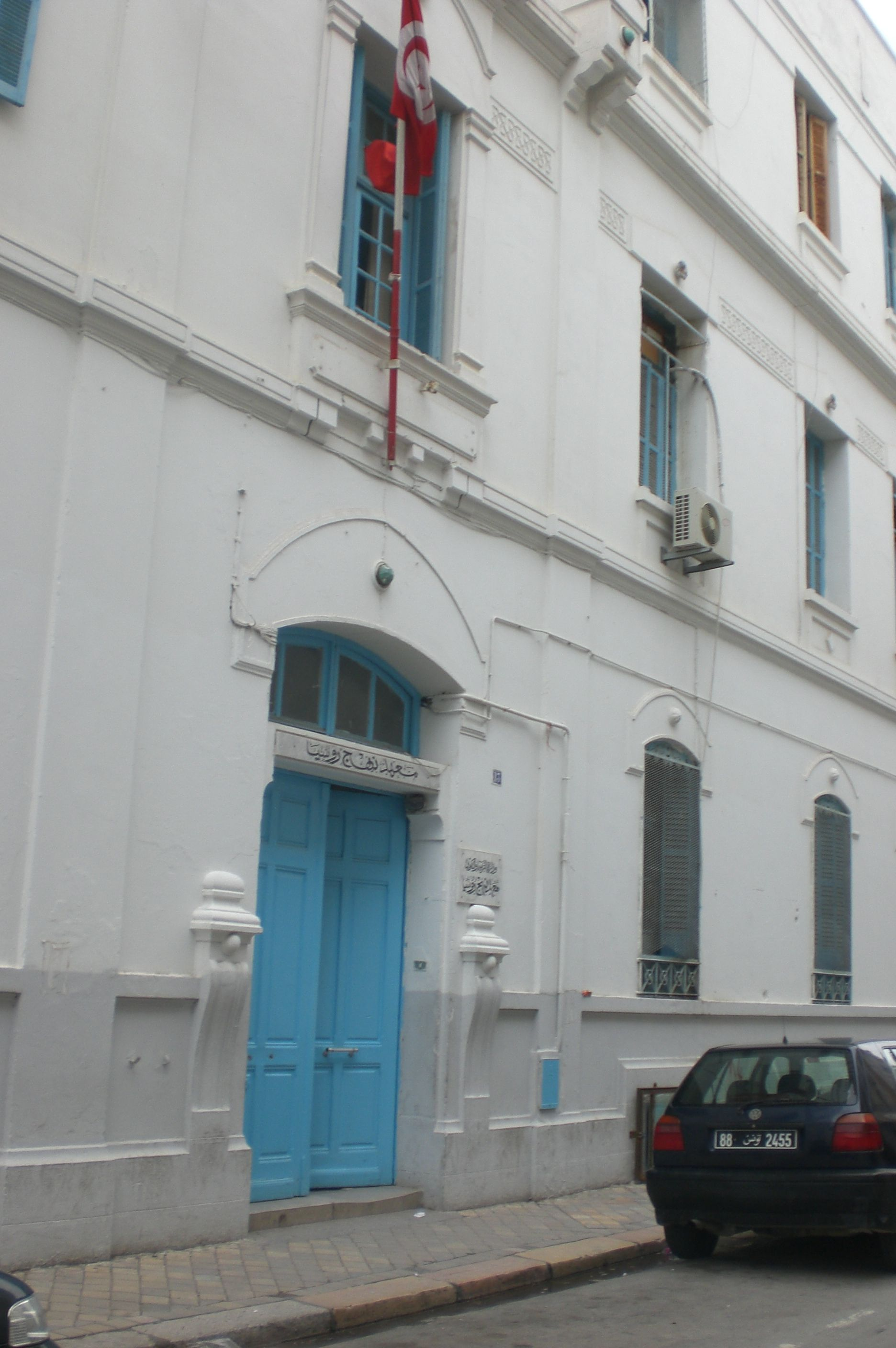
مدخل معهد نهج روسيا